# 大江晋平
大江 晋平（おおえ しんぺい、1999年11月25日 - ）は、日本の俳優である。
大阪府出身。過去には、レプロエンタテインメントのネクストスター部門に所属していた。

## 略歴
東方神起が好きな母の影響で「歌って踊れるのはかっこいい」と芸能活動に興味を抱き、中学2年時よりさまざまなオーディションを受け、当初はダンサー、ボーカルを目指すもののレッスンを受ける中で苦手だった演技を次第に面白いと感じるようになる。
2018年3月に上京し、オーディションを経て出演した同年6月公開の映画『焼肉ドラゴン』で俳優としてデビュー。ワークショップやレッスン以外で初の人前での演技となった同作でいじめにより心を閉ざす難役を演じて、無名の存在ながら演技派の共演者の中で存在感を発揮する。
2020年2月にはオーディションを経て2019年度後期放送の『スカーレット』でヒロインの息子の幼馴染役を演じて、目標としていたNHK連続テレビ小説に初出演する。
6月1日、所属していたレプロエンタテインメントとのマネジメント契約終了を発表。それに伴い、各種SNSアカウントを作成しなおしている。

## 人物
身長は168cm。
特技はダンス、テニス。ダンスは小学6年時より習っており、プライベートでダンス動画を撮影し、自らPV風に編集なども行う。
一人っ子。
吉本新喜劇が毎週欠かさず見るほど好きで、座員のアキのように「凝ったことをしなくても、面白い演技ができる俳優」になりたいと語る。

## 出演

### 映画
- 焼肉ドラゴン（2018年6月22日、KADOKAWA/ファントム・フィルム） - 金時生 役[2][3][4][5]
- シライサン（2020年1月10日、松竹） - 森川 役
- 砕け散るところを見せてあげる（2020年5月8日公開予定、イオンエンターテイメント）

### テレビドラマ
- 花のち晴れ〜花男 Next Season〜 第7話（2018年5月29日、TBS） - 伊達 役
- 日経ドラマスペシャル 琥珀の夢（2018年10月5日、テレビ東京） - 弥七 役[9]
- さくらの親子丼2 2杯目、3杯目（2018年12月8日、12月15日、東海テレビ） - 健吾 役[10]
- 連続テレビ小説 スカーレット（2020年2月5日 - 3月28日、NHK） - 宝田学 役[6][7][8]

### 舞台
- COUPLES 冬のサボテン（2019年10月31日 - 11月4日、小劇場 楽園）